# San Andrés del Congosto
San Andrés del Congosto ist ein Ort und eine Gemeinde (municipio) mit 68 Einwohnern (Stand: 2024) im Südwesten der Provinz Guadalajara in der Autonomen Gemeinschaft Kastilien-La Mancha. 

## Lage und Klima
San Andrés del Congosto liegt in einer Höhe von ca. 860 m in der Kulturlandschaft der Serranía. Die Entfernung zur südsüdwestlich gelegenen Provinzhauptstadt Guadalajara beträgt ca. 47 Kilometer (Fahrtstrecke). Nördlich der Gemeinde liegt der Stausee Embalse de Alcoro. Das Klima ist gemäßigt bis warm; Regen fällt übers Jahr verteilt.

## Bevölkerungsentwicklung
| Jahr      | 1970 | 1981 | 1991 | 2001 | 2011 | 2021 |
| Einwohner | 151  | 94   | 65   | 79   | 94   | 74   |

## Sehenswürdigkeiten

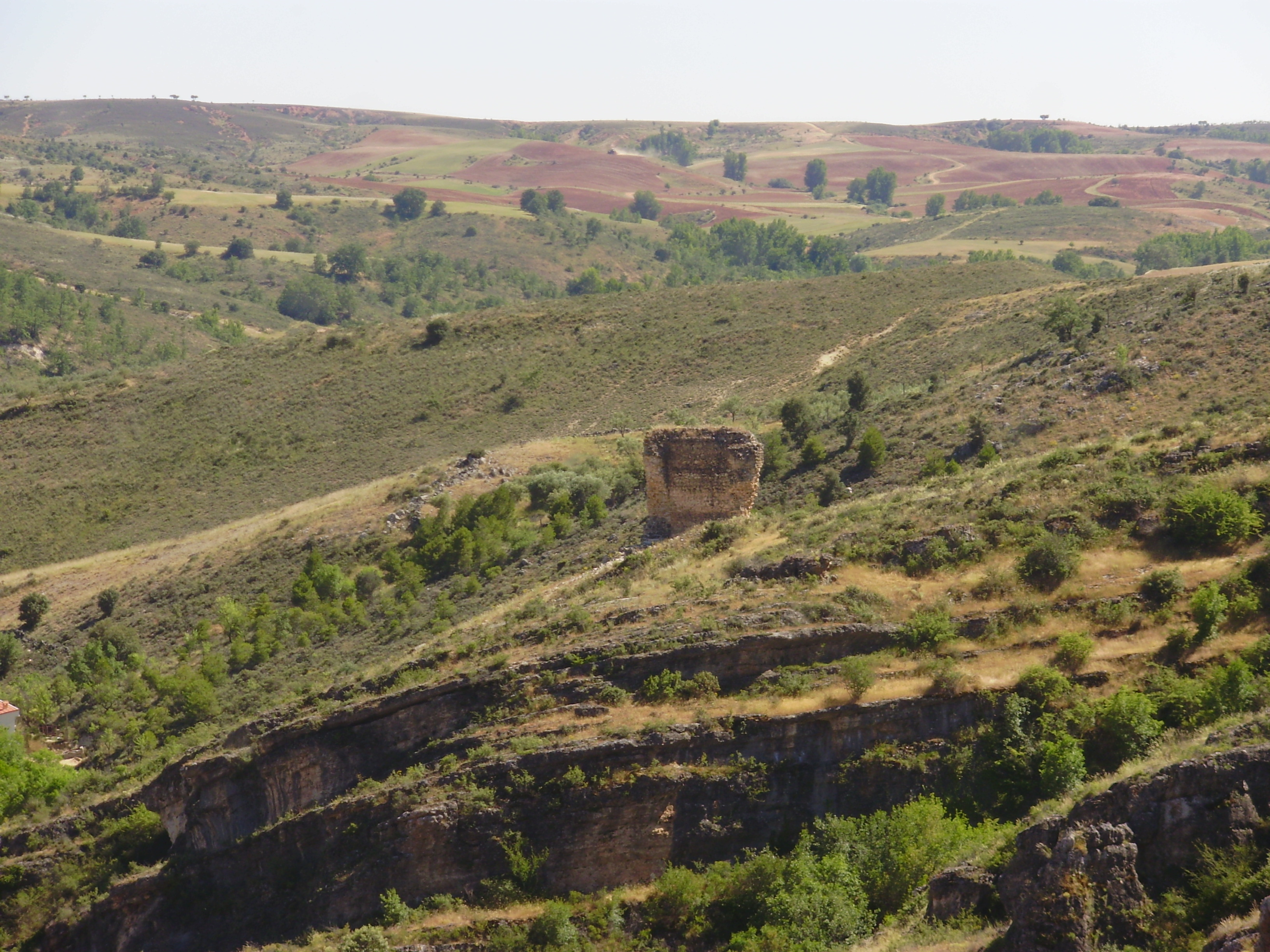
Turmruine
- Andreaskirche
- Marienkapelle

- Turmruine